# 南澤弗希爾斯 (佛羅里達州)
南澤弗希爾斯（英語：Zephyrills South）是位於美國佛羅里達州帕斯科縣的一個人口普查指定地區。

## 地理
南澤弗希爾斯的座標為28°12′59″N 82°11′15″W / 28.21639°N 82.18750°W，而該地最高點為海拔高度29米（即95英尺）。

## 人口
根據2010年美國人口普查的數據，南澤弗希爾斯的面積為5.05平方千米，當中陸地面積為5.05平方千米，而水域面積為0.00平方千米。當地共有人口5276人，而人口密度為每平方千米1,044人。